# Cantonul Sainte-Hermine
Cantonul Sainte-Hermine este un canton din arondismentul Fontenay-le-Comte, departamentul Vendée, regiunea Pays de la Loire, Franța.

## Comune
- La Caillère-Saint-Hilaire
- La Chapelle-Thémer
- La Jaudonnière
- La Réorthe
- Saint-Aubin-la-Plaine
- Sainte-Hermine (reședință)
- Saint-Étienne-de-Brillouet
- Saint-Jean-de-Beugné
- Saint-Juire-Champgillon
- Saint-Martin-Lars-en-Sainte-Hermine
- Thiré